# Orlando Antigua
Pour les articles homonymes, voir Antigua.
Orlando Antigua, né le 20 février 1973, est un joueur, puis entraîneur dominicain de basket-ball. Il évolue durant sa carrière au poste d'ailier.